# Van der Pekplein
Het Van der Pekplein is een plein in Amsterdam-Noord, wijk Volewijck.

## Geschiedenis en ligging
Het plein kreeg haar naam op 8 juli 1919 en werd daarbij net als de Van der Pekstraat vernoemd naar architect Jan Ernst van der Pek, die op 23 maart 1919 was overleden. Indien als omschrijving voor plein wordt aangehouden open ruimte omringd door bebouwing is er slechts sprake van een half plein. Het plein heeft alleen aan de noordzijde bebouwing. Daarbij wordt het plein ook nog eens door midden gesneden door de genoemde straat, de belangrijkste doorgaande route in de Van der Pekbuurt, ook vernoemd naar de architect.
Zowel plein als de gehele buurt eromheen vallen sinds onder Rijksbeschermd gezicht Amsterdam-Noord. De Laanweg (versie 1986) schampt het plein.

## Gebouwen
De straat deelt ook de nummering aan het plein door midden, huisnummers 1 tot en met 7 in het westen en huisnummers 9 tot en met 15 in het oosten. De bebouwing maakt een symmetrische indruk. De aanbesteding vond plaats op 12 november 1917 nadat het ontwerp was goedgekeurd door Arie Keppler van de Gemeentelijke Woningdienst Amsterdam. Beide blokken werden rond 1919 opgeleverd. De bebouwing maakte deel uit van het complex Buiksloterham  met een totaal van 71 woningen en 3 /woonwinkelpanden, gebouwd aan plein; het zuidelijke deel van de straat, even zijde van de Anemoonstraat en Ranonkelkade 1 tot en 5. 
Een verdwenen gebouw is een noodschool die vanaf 1959 aan de zuidoost zijde van het plein stond, een dependance van het Ir. Lelylyceum aan de Keizersgracht ook wel Leeghwater lyceum (in 1968 opgegaan in Scholengemeenschap Noord, gebouw afgebroken in de jaren tachtig). 

## Kunst
Op het westelijke deel van het plein ligt onder de terrassen de putdeksel Postduif uit de serie Friendly-Fire ter nagedachtenis van de bombardementen tijdens de Tweede Wereldoorlog. Voorts is er het kunstwerk Het geluid van Noord over de veranderende buurt.

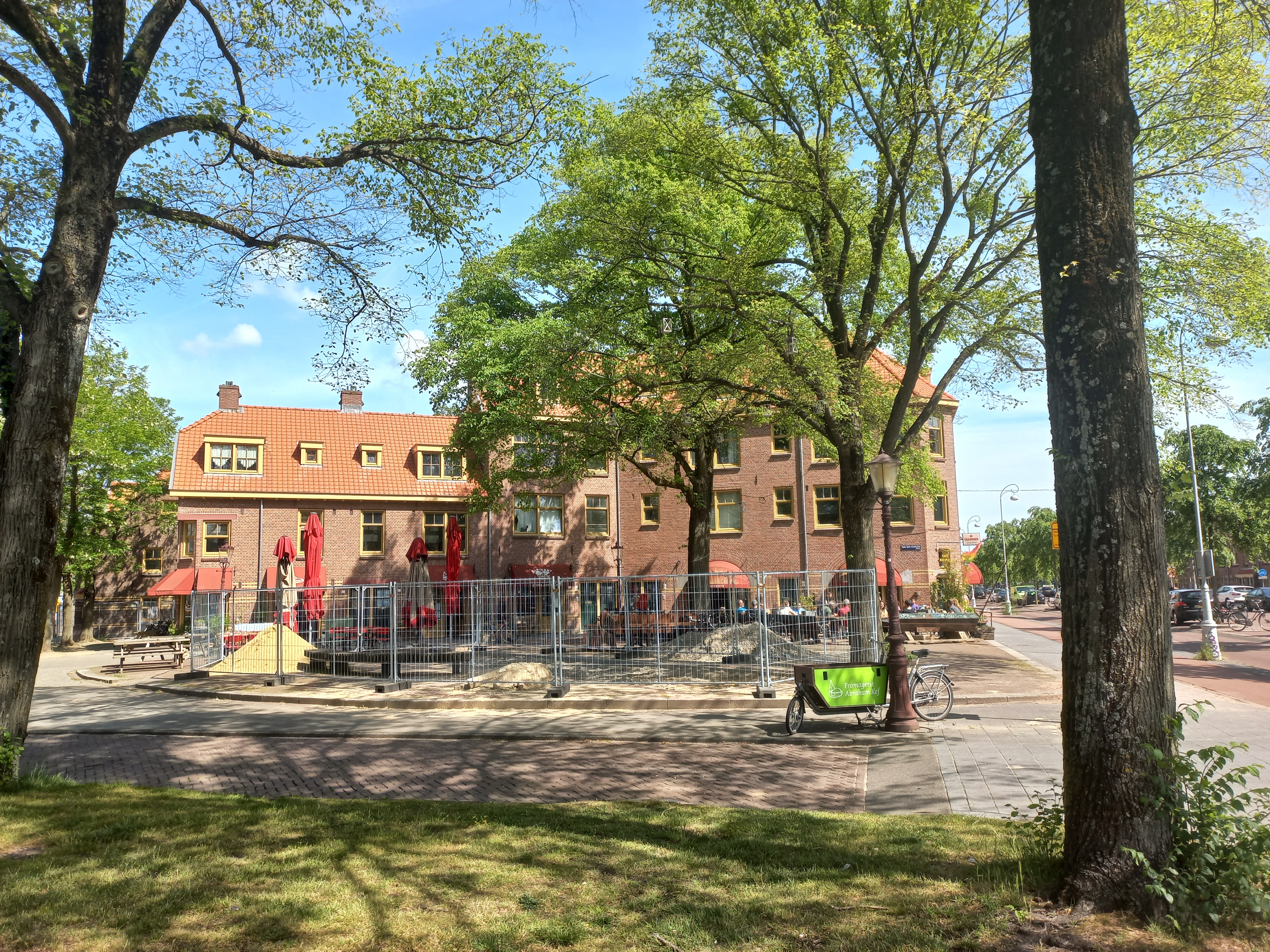
Van der Pekplein 1-7 (mei 2022)

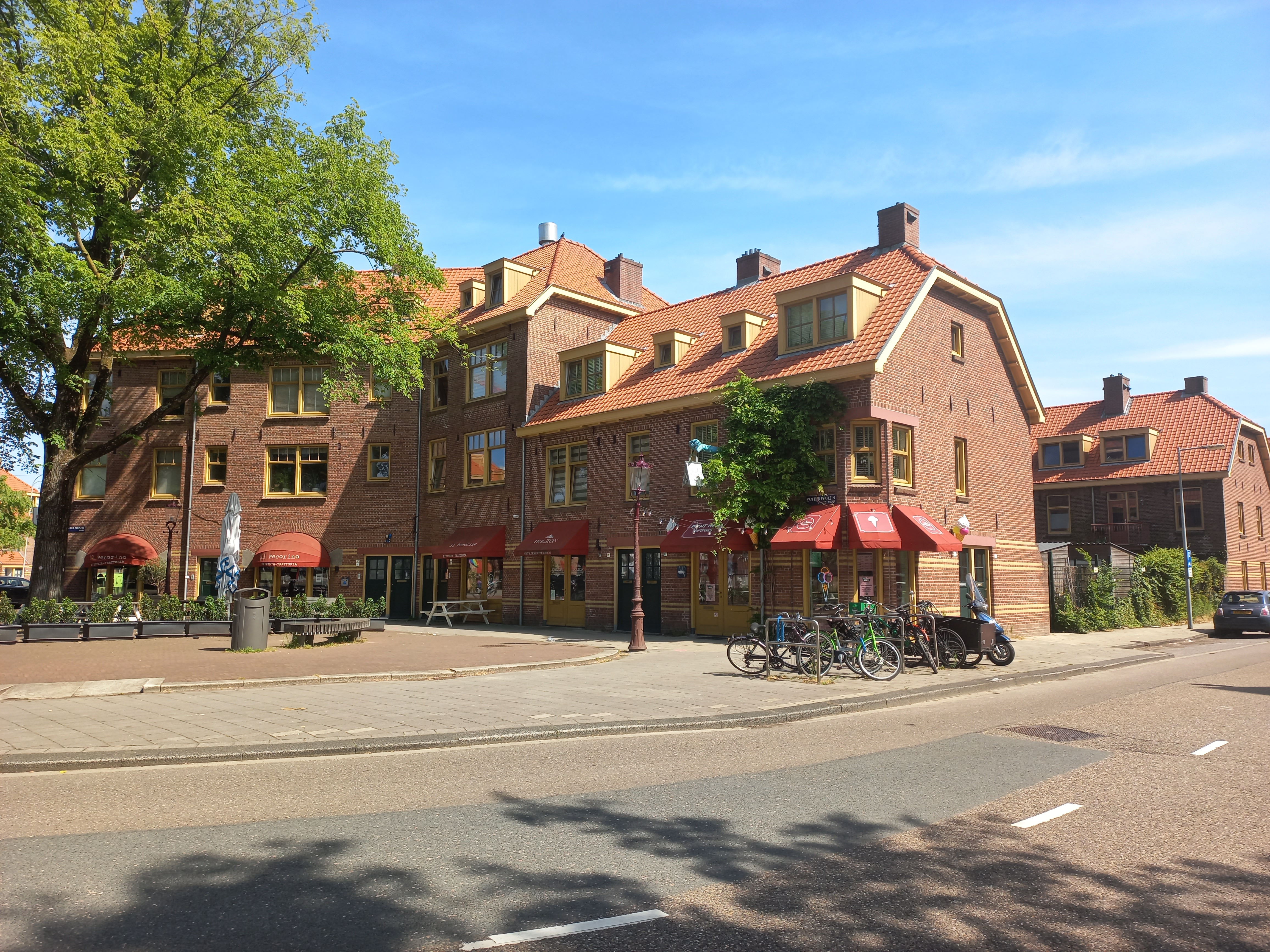
Van der Pekplein 9-15 (mei 2022)